# Alle Sünden dieser Erde
Alle Sünden dieser Erde ist ein deutsches Filmmelodram aus dem Jahre 1958 von Fritz Umgelter mit Barbara Rütting und Ivan Desny in den Hauptrollen.

## Handlung
Dr. Regine Lenz ist als Assistenzärztin in einem städtischen Krankenhaus angestellt. Da sie eine Frau ist, wird sie von dem sehr spießige Auffassungen vertretenden Chefarzt Dr. Volkert hier nicht gern gesehen. Argwöhnisch beäugt er sie, in der festen Überzeugung, ihr eines Tages einen fachlichen Fehler nachweisen zu können. Auch Regines Vater verharrt in konventionellen Lebensvorstellungen: Der pensionierte Witwer erwartet von einer Frau, wenn sie denn schon arbeiten geht, dass sie auch weiterhin ihren Pflichten im Haushalt nachkommt. Da Regine unter seinem Dach wohnt, sind entsprechende Konflikte programmiert. Regines jüngerer Bruder Willi hingegen, ein Faulpelz und Tagedieb, kann sich als Mann gegenüber dem Vater alles erlauben und nützt diese Freiheiten eines verwöhnten Bohemien weidlich aus. Die Schule hat Willi früh verlassen, und auf eine vernünftige Ausbildung hat er eh keine Lust. Sogar im Moment dessen Todes bestiehlt der nichtsnutzige Sohn und Tagelöhner den Vater.
Regine ist mit einem Mediziner-Kollegen verlobt, der ihr die wenigen angenehmen, privaten Momente des Glücks sichert. Dieses Glück wird jedoch jäh zerbrochen, als  er während einer Autofahrt Regine eröffnet, aus Karrieregründen doch lieber die Tochter des Chefs heiraten zu wollen. Regine ist am Boden zerstört und findet auch keinen Trost in den Worten ihres Ex, der versichert, dass seine Gefühle nach wie vor ihr gehören. Sie hat genug von diesem charakterlosen Kerl und will augenblicklich aussteigen. Als der Mann nicht sofort stoppt, greift Regine ihm ins Lenkrad, so dass es zu einem schweren Unfall kommt. Ihr Verlobter stirbt, während Regine nur leicht verletzt wird. In Panik flieht sie vom Unfallort, doch hat sie ein drogenabhängiger Patient derjenigen Klinik, in der sie arbeitet, dabei beobachtet. Dieser Mann beginnt nun Regine zu erpressen. Er fordert von Regine, ihm das dringend benötigte Morphium zu beschaffen, zu dem nur sie im Krankenhaus Zugang hat. Ein Teufelskreis beginnt, der für Dr. Regine Lenz vor Gericht endet …

## Produktionsnotizen
Alle Sünden dieser Erde entstand 1957 und wurde am 20. Februar 1958 in Mannheim uraufgeführt. Die Musik spielt das Orchester Erwin Lehn.
Für den 35-jährigen Fernsehregisseur Umgelter war dies die erste Kinoinszenierung.
Mit dieser Produktion versuchte sich der spätere „Skandal“-Produzent Wolf C. Hartwig (Schulmädchen-Report-Filme der 1970er Jahre) frühzeitig als Tabubrecher.

## Kritik
Im Filmdienst heißt es: „Obwohl im nüchternen Stil inszeniert, hat der Film nicht mehr als eine dürftige Kolportagegeschichte zu bieten.“